# Linia kolejowa Palermo – Catania
Linia kolejowa Palermo-Katania – najdłuższa linia kolejowa na Sycylii, o długości 241 km z rozszerzenia, przechodząca przez czterey prowincje Palermo, Caltanissetta, Enna i Katania. Łączy dwa największe miasta wyspy: Palermo i Katanię.